# Messondo
Messondo est une commune du Cameroun située dans la région du Centre et le département du Nyong-et-Kéllé.

## Population
Lors du recensement de 2005, la commune comptait 14 139 habitants.

## Organisation
Outre Messondo, le Centre Urbain Communal et ville éponyme à la Commune et ses quartiers : Plateau, Ñem Nkoñ, Pom lép aviations Libanga mogui, la commune comprend les villages suivants :
- Badjob
- Bidjocka
- Bilagal
- Bodi
- Ekok Boum
- Hikoa Malep
- Kelle-Mpeck
- Kelle Ndongond
- Kumul
- Libog
- Likouck
- Mahos
- Makot
- Manoyoï
- Mbenga
- Mbenguè
- Mboui
- Ndog Bessol
- Ndog Mayogui
- Ndong-Lien
- Ngongos
- Nguibassal
- Ntogo
- Pomlep
- So-Hianga
- Sodibanga
- Sokelle
- Song Lipem
- Song Mandeng
- Song-Mbong
- Song-Ntoume
- Tayap
- Timalom
- Tomel